# عمر عبد العزيز عمر
عمر عبد العزيز عمر (1925-2007) من أهم المؤرخين الذين جاءوا في تاريخ مصر وكتابه عن تطور تاريخ أوروبا الحديث بالغ الأهمية. وهو عميد كلية آداب طنطا الأسبق وعميد كلية الآداب جامعة بيروت العربية الأسبق ووكيل كلية الآداب جامعة الإسكندرية وعميد كلية الآداب فرع دمنهور الأسبق وعميد كلية آداب الإسكندرية الأسبق ونائب رئيس جامعة الإسكندرية الأسبق وعضو لجان ترقية أساتذة. وهو أحد مؤسسي حزب التجمع الذي استقال منه في عام 1985 ونشر هذه الاستقالة في كل الصحف المصرية ليعلن الولاء للحكومة.

## مؤلفاته
- تاريخ أوروبا الحديث والمعاصر.
- تاريخ المشرق العربي (من سقوط بغداد بيد المغول وحتى سقوط الدولة العثمانية).
- صحف الجمهورية والأهرام والأحرار.[2]